# John Gallishaw
John Gallishaw (Saint-Jean de Terre-Neuve, 14 novembre 1891 - Honolulu, 7 août 1968) est un professeur et auteur canadien qui a combattu durant la Première Guerre mondiale et fait l'essentiel de  sa carrière aux États-Unis.

## Biographie
Il étudie à Harvard lorsque la Première Guerre mondiale éclate en 1914. Bien qu'il ait 23 ans, il retourne au Canada pour s'enrôler dans le Corps expéditionnaire canadien. En avril 1915, il obtient sa mutation dans le Royal Newfoundland Regiment en instance de traverser l'océan Atlantique pour rejoindre l'armée britannique.
En 1915, alors que la plupart des soldats de son régiment sont transférés à Aldershot avant d'être envoyés à Malte, Gallishaw est affecté à Londres pour effectuer des travaux de bureau. La veille de son départ, il profite d'une permission pour prendre le train pour Devonport, puis pour monter dans le bateau pour Malte. Pendant son voyage, il se dénonce auprès d'un adjudant, qui l'assigne à la compagnie B du régiment. Il est gravement blessé à Gallipoli le 23 octobre 1915. Il est soigné à Alexandrie, puis à Londres, avant d'être démobilisé.
Il retourne à Harvard, mais cette fois comme chargé de cours. En 1917, les États-Unis entrent en guerre et il s'enrôle cette fois dans le Corps expéditionnaire américain. Envoyé en France en mai 1918, il participe à plusieurs batailles. Par la force des choses, il commande un bataillon, intègre le service d'intelligence de l'armée américaine et sert d'agent de liaison avec les forces armées britanniques. Il est gazé au cours de la Seconde bataille de la Marne. Après son retour à Harvard en 1919, il souffre de dépression due aux effets du gaz et à l'obusite. Pour cette raison, il se retire d'abord dans la campagne du New Hampshire, puis part avec sa famille pour la Californie. Après avoir tenté d'élever des poulets, il étudie la littérature et le journalisme à l'Université Berkeley ; il obtient son diplôme en 1923.
Gallishaw a publié cinq livres. Le premier, Trenching at Gallipoli est sous-titré A Personal Narrative of a Newfoundlander with the Illfated Dardanelles Expedition (litt. : un récit personnel d'un Terreneuvien dans la malheureuse expédition des Dardanelles), dédié au professeur de Harvard Charles Townshend Copeland (en). Son deuxième livre, The Man in the Ranks est la chronique d'un soldat écrit en collaboration avec William Lynch, un sous-officier de carrière.
Les trois autres ouvrages traitent de la rédaction de livres : 
1. The Only Two Ways to Write a Story,
2. Twenty Problems of a Fiction Writer, une série de petits essais sur les techniques de rédaction de nouvelles,
3. Advanced Problems of the Fiction Writer, un essai sur la forme des intrigues.

De ces livres, seul le premier est encore en impression en 1982.
En plus de ces livres, il publie des analyses et des critiques, tout en créant l'école John Gallishaw School of Creative Writing à Cambridge, la ville qui abrite Harvard. Il écrit des pièces pour le théâtre, la radio et la télévision. Il travaille à Hollywood comme consultant en rédaction pour Metro-Goldwyn-Mayer, Columbia Pictures, Paramount Pictures et Universal Pictures. Il collabore avec F. Scott Fitzgerald et entretient des amitiés avec Clark Gable, Robert Young, Cary Grant, Jeanette MacDonald et Nelson Eddy. À cette époque, il donne des cours à l'Université de Californie et à l'Université d'Hawaï.
En 1961, il est invité à Saint-Jean de Terre-Neuve pour l'ouverture officielle du nouveau campus de l'Université Memorial de Terre-Neuve, sa première visite à Terre-Neuve depuis 1915. Il meurt le 14 août 1968 d'une embolie pulmonaire à l'hôpital militaire d'Honolulu.

## Œuvres
- Trenching at Gallipoli. A Personal Narrative of a Newfoundlander with the Illfated Dardanelles Expedition (1916)
- The Man in the Ranks (1917)
- The Only Two Ways to Write a Story (1928)
- Twenty Problems of a Fiction Writer (1929)
- Advanced Problems of the Fiction Writer (1931)